# Namrup
Namrup là một thị trấn thống kê (census town) của quận Dibrugarh thuộc bang Assam, Ấn Độ.

## Địa lý
Namrup có vị trí 27°11′B 95°20′Đ / 27,18°B 95,33°Đ Nó có độ cao trung bình là 124 mét (406 feet).

## Nhân khẩu
Theo điều tra dân số năm 2001 của Ấn Độ, Namrup có dân số 18.921 người. Phái nam chiếm 54% tổng số dân và phái nữ chiếm 46%. Namrup có tỷ lệ 87% biết đọc biết viết, cao hơn tỷ lệ trung bình toàn quốc là 59,5%: tỷ lệ cho phái nam là 88%, và tỷ lệ cho phái nữ là 85%. Tại Namrup, 8% dân số nhỏ hơn 6 tuổi.